# 간구로

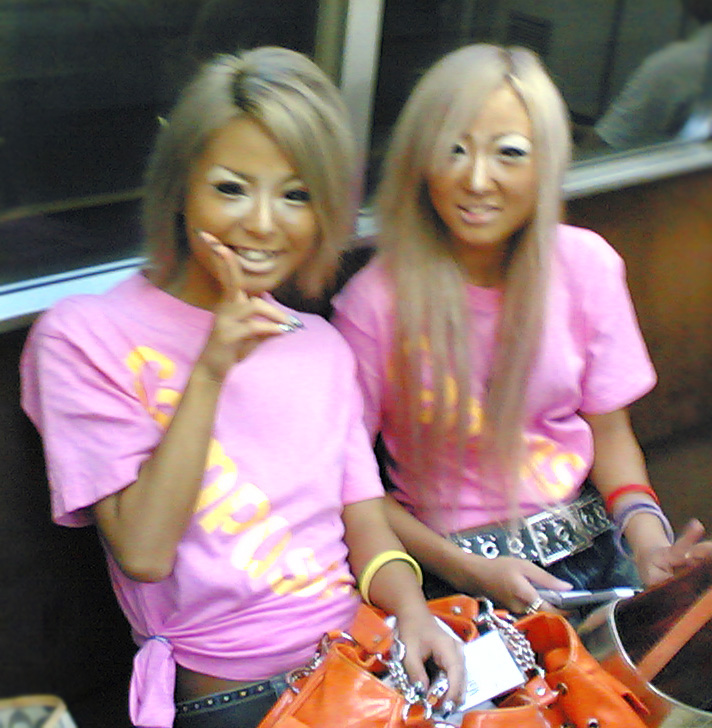
간구로를 한 여성들

간구로(일본어: ガングロ)는 2000년경을 정점으로 일본의 젊은 여성들 사이에서 유행하던 패션으로, 머리카락을 금발 또는 주황색으로 탈색하며, 피부를 검게하는 스타일이다. 시부야나 이케부쿠로가 간구로 패션의 중심지였다.

## 같이 보기
- AV 여배우
- 부르세라
- 코스프레계 음식점
- 갸루
- 호스트클럽
- 카와이
- 메이드 카페
- 판치라
- 즈바르터 핏